# 머저리들의 긴 겨울
머저리들의 긴 겨울은 1980년 공개된 대한민국의 영화이다.

## 배역
- 원미경
- 진영돈
- 한유정
- 서세원